# Sotiris Gioulekas
Sotirios „Sotiris“ Gioulekas (griechisch Σωτήριος «Σωτήρης» Γκιουλέκας; * 28. November 1979 in Larisa) ist ein griechischer Basketballspieler, der bei einer Körpergröße von 2,02 m auf den Positionen des Small Forwards bzw. des Power Forwards eingesetzt werden kann.

## Karriere

### Vereinsmannschaften
Gioulekas begann seine Karriere in seiner Heimatstadt beim GS Larisa. 1996 wurde er in den A-Kader berufen, spielte später dort unter anderem neben Vasilis Spanoulis, der ebenfalls aus den Jugendabteilungen des GS Larisa stammt. 2002 wechselte Gioulekas zum Lokalrivalen Olympia Larisa, verließ diesen aber bereits nach einer Saison.
Zur Saison 2005/06 kam er in die Basketball-Bundesliga und stand dort in Diensten des Aufsteigers sellbytel Baskets. Gioulekas kam in jener Saison in 26 Spielen auf 18,5 Punkte pro Spiel. Dennoch endete die Saison für die Nürnberger auf einem Abstiegsplatz, verblieben aber in der obersten Spielklasse, da die Bundesliga zur Folgesaison von 16 auf 18 Teams aufgestockt wurde. Während die Hauptrunde der Bundesliga bereits beendet war und sich die Liga auf die anstehenden Playoffs vorbereitete, wechselte der Grieche in die noch laufende Hauptrunde der Lega Basket Serie A nach Italien und spielte dort für den Virtus Bologna die Saison zu Ende. Zur Saison 2006/07 lief er dann wieder erneut für die sellbytel Baskets auf. Diesmal kam Gioulekas in 24 Spielen auf 14,2 Punkte pro Spiel. Erneut beendete der Grieche die Saison in Italien, diesmal bei den Orlandina Basket.
Gioulekas verblieb in Italien und wechselte zum Team Veroli Basket, spielte dort eine Saison und wurde im darauffolgenden Sommer 2008 von Basket Napoli unter Vertrag genommen. Für Neapel lief der Grieche allerdings nie auf. Einige Wochen nach der Verpflichtung des Forwards wurde dem Team die Profilizenz entzogen und es stieg in die unterklassige Liga Serie C regionale ab. Gioulekas wechselte zu New Basket Brindisi, folgend zu Scafati Basket, bevor er 2011 zurück nach Griechenland kehrte. Dort spielte er zunächst für den Trikala BC stieg mit diesem zur Saison 2012/13 in die A1 Ethniki auf, verließ aber den Verein, um zum Koroivos zu wechseln, welcher ebenfalls dann in die A1 Ethniki aufstieg. Erneut ging Gioulekas nicht mit ins Oberhaus, wechselte stattdessen zu Filippos Veria, den er ebenfalls nach nur einer Saison verlassen sollte, um zur Saison 2015/16 für den Iraklis Saloniki aufzulaufen.

### Nationalmannschaften
Nominiert war Gioulekas für die U-16 Europameisterschaft 1995 in Portugal. Mit der griechischen Auswahl belegte er dort den dritten Rang. Später bestritt er noch eine Reihe von Spielen für die U-21 Auswahl. In die Auswahl des A-Kaders wurde er nie einberufen.